# Periphyllus pallidus
Periphyllus pallidus är en insektsart som beskrevs av Chakrabarti, Mandal och Saha 1987. Periphyllus pallidus ingår i släktet Periphyllus och familjen långrörsbladlöss. Inga underarter finns listade i Catalogue of Life.